# 陳泮嶺
陳泮嶺（1892年2月17日—1967年4月7日），字峻峰，河南省西平縣城東鄉陳莊人，是逢甲大學、河南省立水利工程专门学校（黄河水利职业技术学院）首任校长。
幼年習少林武學，最善形意、八卦、太極，終生提倡不遺餘力。民國14年成立武術會於開封，之後中央國術館成立，即任河南省國術館館長，28年任中央國術館副館長。來台後，成立中華國術進修會，任理事長並親自授國術。

## 生平事蹟
泮嶺先生，7歲入塾、17歲到開封讀中學，民國3年(1914)考入北京大學預科，學習土木工程，之後入北洋大學就讀，五四運動時期被推為天津學生會會長，從事學生運動而被北洋政府通緝，轉於北京大學。畢業之後，隨國民革命軍北伐，勸募河南省民眾贊助北伐軍餉，時任河南省立第一中學校長。民國19年任河南省黨部整理委員兼組織部長。 
民國20年當選國民議會代表，而後奉派為漢口市黨部主委、中國國民黨五屆中央執行委員、河南省黨部主任委員，抗戰勝利後，任黃河水利工程總局局長，當選第一屆國民大會代表，來台後，任光復大陸設計委員會台中區副主任、主任，憲政研討委員會常務委員。 
中華民國大陸時期先後創辦水利工程測繪學校及中原工學院兩所學校。
之後來臺，於民國50年與丘逢甲之子丘念台及臺灣中部地區部分仕紳楊亮功等人在中部地區創建逢甲工商學院並成立土木、水利及會計、工商管理四系，並被推舉為第一任院長(民國50~51年)。 
1967年4月7日 病逝於台中，享年76歲。
| 教育職務         | 教育職務                                   | 教育職務      |
| ---------------- | ------------------------------------------ | ------------- |
| 河南省立第一中學 |                                            |               |
| 前任： 王芸青    | 河南省立第一中學校長 第六任 1926年－1927年 | 繼任： 霍鴻昌 |
| 逢甲大學         |                                            |               |
| 前任： 首任      | 逢甲大學校長 第一任 1961年6月－1962年1月   | 繼任： 高信   |